# رولف اولسن
رولف اولسن (بالألمانية: Rolf Olsen)‏ هو كاتب سيناريو ومخرج وممثل نمساوي، ولد في 26 ديسمبر 1919 بفيينا في النمسا، وتوفي في 3 أبريل 1998 في ألمانيا بسبب سرطان.

## وصلات خارجية
- رولف اولسن على موقع IMDb (الإنجليزية)
- رولف اولسن على موقع ألو سيني (الفرنسية)
- رولف اولسن على موقع ميوزك برينز (الإنجليزية)
- رولف اولسن على موقع أول موفي (الإنجليزية)
- رولف اولسن على موقع قاعدة بيانات الأفلام السويدية (السويدية)
- رولف اولسن على موقع قاعدة بيانات الفيلم (الإنجليزية)
- رولف اولسن على موقع كينوبويسك (الروسية)